# اسپرس درختی
اسپرس درختی، لاتی (نام علمی: Taverniera cuneifolia) نام یک گونه از سرده اسپرس درختی است.